# Eulichas sikkimensis
Eulichas sikkimensis is een keversoort uit de familie Eulichadidae. De wetenschappelijke naam van de soort is voor het eerst geldig gepubliceerd in 1913 door Pic.